# Teinobasis pulverulenta
Teinobasis pulverulenta är en trollsländeart som beskrevs av Friedrich Ris 1915. Teinobasis pulverulenta ingår i släktet Teinobasis och familjen dammflicksländor. Inga underarter finns listade i Catalogue of Life.